# Bienvenue chez Mamilia
Bienvenue chez Mamilia (Family Reunion) est une série télévisée américaine en 45 épisodes d'environ 30 minutes créée par Meg DeLoatch et diffusée entre le 10 juillet 2019 et le 27 octobre 2022 sur Netflix.

## Résumé
C'est l'histoire de la famille afro-américaine McKellan à la retraite qui emménage chez sa mère avec sa famille de 6 personnes

## Distribution

### Acteurs principaux
- Loretta Devine (VF : Brigitte Virtudes) : Amelia « Mamilia » McKellan
- Anthony Alabi (en) (VF : Baptiste Marc) : Moses « Moz » McKellan
- Tia Mowry (VF : Annie Milon) : Coco McKellan
- Talia Jackson (VF : Aurélie Konaté) : Jade McKellan
- Isaiah Russel-Bailey (VF : Benjamin Bollen) : Shaka McKellan (saison 1 et 2)
- Cameron J. Wright (VF : Tony Junior Marot puis Charley Dethière) : Mazzi McKellan
- Jordyn Raya James (VF : Paloma Josso puis Laurie Marot) : Ami McKellan
- Jasun Jabbar (VF : Jean-Michel Vaubien) : Tyson (saison 3)

### Acteurs récurrents et invités
Introduits dans la saison 1
- Richard Roundtree (VF : Philippe Roullier) : « Grand-père Jebedia » McKellan
- Telma Hopkins (VF : Chantal Baroin) : Maybelle
- Lance Alexander (VF : Enzo Ratsito) : Elvis
- Tyler Cole (VF : Jean-Michel Vaubien) : Royale
- Kenya Moore (VF : Sylvie Ferrari) : cousine Kenya
- Lexi Underwood (VF : Cécile Gatto) : Ava
- Warren Bruke (VF : Alan Aubert-Carlin) : Daniel McKellan
- Erica Ash (VF : Cerise Calixte) : Grace McKellan
- Mark Curry : Principal Glass (saison 1 et 2)
- Amanda Detmer (VF : Dominique Vallée) : Haven Sheeks
- Jaleel White (VF : Arnaud Laurent) : Eric
- Jackée Harry (VF : Maïk Darah) : Tante Dot (saison 1 et 3)
- Rome Flynn : Tony Olsen (saison 1 et 3)
- Tempestt Bledsoe (VF : Armelle Gallaud) : Katrina
- Jalyn Hall (VF : Cécile Gatto) : Grayson, un ami de la famille
- Peri Gilpin : Daphne
- Darren Barnet : Floyd
- Noah Alexander Gerry : Drew
- DeLon Shaw : Missy
- Journey Carter : Renée
- Charlie Wilson : lui-même

Introduits dans la saison 2
- Nicco Anna (VF : Boris Agondanou) : Barron
- Lindsey Da Sylveira (VF : Marie Facundo) : Mikayla
- Tahj Mowry (VF : Jhos Lican) : Mr Dean
- Candiace Dillard Bassett : Sunita Chanel
- Brandi Glanville : Heidi
- Akira Akbar : Brooke
- Bruce Bruce : Davis
- Willie Gault : lui-même
- Anika Noni Rose : Miss Karen
- Bella Podaras : Kelly-Ann
- Monique Coleman : Ebony
- Jadah Marie : Morgan
- Ariel Martin : Jinji Starr

Introduits dans la saison 3
- Nadia Simms (VF : Estelle Darazi) : Aaliyah
- Essence Atkins : Maureen
- Lela Rochon : Dr Turner
- Rachel True : Cheryl
- Wendy Raquel Robinson : Joyce
- Robert Ri'chard : Vic

## Production

### Développement
Le 17 octobre 2018, Netflix a donné à la production une commande de vingt épisodes de la série Bienvenue chez Mamilia. La série a été créée par Meg DeLoatch qui est aussi la productrice exécutive. La production a commencé à Los Angeles,.
La première partie de la saison 1 est mise en ligne le 10 juillet 2019.
Le 17 septembre 2019, la série est renouvelée pour une deuxième saison composée de seize épisodes. Il a également été annoncé qu'il y aura un spécial vacances qui sera mis en ligne le 9 décembre 2019 et les neuf épisodes supplémentaires de la saison 1 seront mise en ligne le 20 janvier 2020.
La première partie de la saison 2 est mise en ligne le 5 avril 2021.
La deuxième partie de la saison 2 est mise en ligne le 26 août 2021.
Le 18 octobre 2021, Netflix a renouvelé la série pour une troisième et dernière saison composés de dix épisodes.
La troisième saison est mise en ligne le 27 octobre 2022.

### Fiche technique
Sauf indication contraire, les informations mentionnées dans cette section peuvent être confirmées par la base de données cinématographiques IMDb,  présente dans la section « Liens externes ».
- Titre original : Family Reunion
- Titre français : Bienvenue chez Mamilia
- Création : Meg DeLoatch
- Réalisation : Eric Dean Seaton, Jody Margolin Hahn, Leonard R. Garner, Jr., Kelly Park et Robbie Countryman
- Scénario : Beverly DeLoatch, Charity L. Miller, Adrienne Carter, Ralph Greene
- Casting : Kim Coleman
- Direction artistique : Scott Hartle et Angie Liggett
- Costumes : Roya Parivar
- Photographie : John Simmons
- Son : Kyle J. Sawyer
- Montage : Russell Griffin
- Musique : Wendell Hanes
- Production : Scott Hartle
  - Production déléguée : Meg DeLoatch, Robert Prinz, Arthur Harris et Adrienne Carter
- Sociétés de production : Netflix
- Sociétés de distribution (télévision) : Netflix
- Pays d'origine :  États-Unis
- Langue originale : anglais
- Format : couleur
- Genre : Comédie américaine
- Durée : 24 – 34 minutes
- Date de première diffusion :
  - Monde: 10 juillet 2019 sur Netflix
- Classification : déconseillé aux moins de 12 ans

Adaptation
Version française
- Société de doublage : Cinéphase
- Direction artistique : Philippe Roullier
- Adaptation des dialogues : Audrey Bernière et Victoire Kirzin
- Direction artistique des chansons : Olivier Podesta
- Mixage audio : Hugo Bredy
- Montage : Jean-Baptiste Desrues
- Enregistrement sonore : François Lambert
- Gestion de projet : Aude Barthellemy

 Source et légende : version française (VF) sur RS Doublage

## Épisodes
| Saisons | Saisons | Épisodes | Épisodes        | Diffusion originale |
| ------- | ------- | -------- | --------------- | ------------------- |
|         | 1       | 20       | 10              | 10 juillet 2019     |
| 1       | 1       | 20       | 9 décembre 2019 |                     |
| 9       | 1       | 20       | 20 janvier 2020 |                     |
|         | 2       | 15       | 8               | 5 avril 2021        |
| 7       | 2       | 15       | 26 août 2021    |                     |
|         | 3       | 10       | 10              | 27 octobre 2022     |

### Saison 1 (2019-2020)
La première saison est mise en ligne entre le 10 juillet 2019 et le 20 janvier 2020.
| №  | Titre français                             | Titre original                              | Première diffusion |
| -- | ------------------------------------------ | ------------------------------------------- | ------------------ |
| 1  | Comment tout a commencé                    | Remember How This All Started?              | 10 juillet 2019    |
| 2  | Charlie Wilson                             | Remember Charlie Wilson?                    | 10 juillet 2019    |
| 3  | L'École biblique                           | Remember Vacation Bible School?             | 10 juillet 2019    |
| 4  | Quand j'ai perdu ma sœur                   | Remember When I Lost My Sister?             | 10 juillet 2019    |
| 5  | Sous les tirs et dans le feu               | Remember Grace Under Fire?                  | 10 juillet 2019    |
| 6  | Un voyage complètement fou                 | Remember That Crazy Road Trip?              | 10 juillet 2019    |
| 7  | La Rentrée scolaire                        | Remember the First Day of School?           | 10 juillet 2019    |
| 8  | Mazzi le macho                             | Remember Macho Mazzi?                       | 10 juillet 2019    |
| 9  | Elvis Bis                                  | Remember Black Elvis?                       | 10 juillet 2019    |
| 10 | Quand les garçons sont devenus des hommes  | Remember When Our Boys Became Men?          | 10 juillet 2019    |
| 11 | Un Noël chez Mamilia                       | A Family Reunion Christmas                  | 9 décembre 2019    |
| 12 | La Bataille de danse                       | Remember the Dance Battle?                  | 20 janvier 2020    |
| 13 | Quand Papa a retrouvé le chemin            | Remember When Daddy Came Home?              | 20 janvier 2020    |
| 14 | Quand nos parents se sont mariés           | Remember Our Parents' Wedding?              | 20 janvier 2020    |
| 15 | Le dilemme amoureux de Jade                | Remember When Jade Was Down with the Swirl? | 20 janvier 2020    |
| 16 | Quand Shaka a eu des ennuis                | Remember When Shaka Got Beat Up?            | 20 janvier 2020    |
| 17 | Le G Club                                  | Remember the G Club?                        | 20 janvier 2020    |
| 18 | Vous vous souvenez de notre cousine Kenya? | Remember Our Cousin Kenya?                  | 20 janvier 2020    |
| 19 | Les Quinze Ninutes de Mamilia              | Remember M'dear's Fifteen Minutes?          | 20 janvier 2020    |
| 20 | La Fête d'anniversaire                     | Remember When the Party Was Over?           | 20 janvier 2020    |

### Saison 2 (2021)
La deuxième saison est mise en ligne le 5 avril 2021 et le 26 août 2021.
| №  | #  | Titre français                                | Titre original                            | Première diffusion |
| -- | -- | --------------------------------------------- | ----------------------------------------- | ------------------ |
| 21 | 1  | Le Premier amour de Mazzi                     | Remember Mazzi's First Love?              | 5 avril 2021       |
| 22 | 2  | Quand Jade s'est cassé l'ongle                | Remember When Jade Broke a Nail?          | 5 avril 2021       |
| 23 | 3  | Quand Coco était femme trophée                | Remember When Cocoa Was a Housewife?      | 5 avril 2021       |
| 24 | 4  | Quand Mamilia a changé le cours de l'histoire | Remember When M'Dear Changed History?     | 5 avril 2021       |
| 25 | 5  | La Fausse idole                               | Remember the False Idol?                  | 5 avril 2021       |
| 26 | 6  | Quand Shaka a fait le robot                   | Remember When Shaka Did the Robot?        | 5 avril 2021       |
| 27 | 7  | Quand Glass a disparu                         | Remember When the Glass Passed?           | 5 avril 2021       |
| 28 | 8  | Quand Coco a trouvé sa vocation               | Remember When Cocoa Found Her Calling?    | 5 avril 2021       |
| 29 | 9  | La nuit où le diable s'est réveillé           | Remember When the Trick Wasn’t a Treat?   | 26 août 2021       |
| 30 | 10 | Mamilia brûle les planches, et le reste       | Remember When M'Dear Stole the Show?      | 26 août 2021       |
| 31 | 11 | Petite Jade devient grande                    | Remember When Jade Thought She Was Grown? | 26 août 2021       |
| 32 | 12 | Le douloureux souvenir de Mamilia             | Remember the Story M’Dear Hates to Tell?  | 26 août 2021       |
| 33 | 13 | Une Saint-Valentin mémorable                  | Remember My Funny Valentine?              | 26 août 2021       |
| 34 | 14 | Les multiples talents de Coco                 | Remember When Cocoa Did it All?           | 26 août 2021       |
| 35 | 15 | La belle mise en boîte de Mamilia             | Remember M'Dear's Roast?                  | 26 août 2021       |

### Saison 3 (2022)
La troisième saison est mise en ligne le 27 octobre 2022.
| №  | #  | Titre français                                | Titre original                                 | Première diffusion |
| -- | -- | --------------------------------------------- | ---------------------------------------------- | ------------------ |
| 36 | 1  | L'arrivée de Skye                             | Remember When the Skye Fell?                   | 27 octobre 2022    |
| 37 | 2  | Un nouveau venu dans la famille               | Remember the New Addition to the Family?       | 27 octobre 2022    |
| 38 | 3  | Stepping à l'université                       | Remember Stompin' the Yard?                    | 27 octobre 2022    |
| 39 | 4  | Jade reine du bal                             | Remember the Homecoming Queen?                 | 27 octobre 2022    |
| 40 | 5  | Quand Elvis a cassé le Jésus                  | Remember When Elvis Broke Jesus?               | 27 octobre 2022    |
| 41 | 6  | Quand le raton laveur s'est invité au mariage | Remember When the Raccoon Crashed the Wedding? | 27 octobre 2022    |
| 42 | 7  | Quand Mazzi l'a presque perdue...             | Remember When Mazzi Almost Lost It?            | 27 octobre 2022    |
| 43 | 8  | Quand Jade est devenue Mamilia                | Remember When Jade Walked in M'Dear's Shoes?   | 27 octobre 2022    |
| 44 | 9  | Nos 20 acres et un acte de propriété          | Remember Our 20 Acres and a Deed?              | 27 octobre 2022    |
| 45 | 10 | Nouveau départ                                | Remember the New Beginning?                    | 27 octobre 2022    |

## Accueil critique
Le site Web d'agrégation d'avis Rotten Tomatoes a rapporté un taux d'approbation de 67% pour la série, basé sur 6 avis, avec une note moyenne de 5/10.
Le 24 mars 2021, la série a remporté un NAACP Image Award for Outstanding Comedy Series aux 52nd NAACP Image Awards.